# Omicidio di Salvatore Dongu
Salvatore Dongu (Borutta, 7 marzo 1960 – Macomer, 20 gennaio 1999) è stato un avvocato italiano, il cui omicidio rimane un caso irrisolto.

## Biografia
Dongu si laureò in giurisprudenza presso l'Università di Parma, tornando successivamente a Borutta, il suo paese natale. Nel 1994, dopo essersi iscritto all'albo degli avvocati, aprì uno studio legale a Thiesi, in provincia di Sassari. Si occupò principalmente di diritto civile, ma gestì anche alcuni casi penali.

## L'omicidio
Il 20 gennaio 1999, Salvatore Dongu fu ucciso all'età di trentanove anni a Campeda, nei pressi dello svincolo per lo scalo ferroviario, lungo la strada statale 131 in direzione di Sassari. Secondo le indagini, Dongu avrebbe incontrato il suo assassino in un appuntamento notturno. La sua auto fu trovata con le luci accese e la radio in funzione, e il suo corpo rinvenuto in una pozza di sangue. Nonostante diverse ipotesi, l'omicidio non è mai stato risolto e il movente rimane incerto.

## Archiviazione
A distanza di anni, l'omicidio di Salvatore Dongu rimane insoluto, così come altri casi di omicidi legati al crimine organizzato, tra cui quelli di Giorgiana Masi, Willy Branchi, Antonella Di Veroli e molti altri.